# Национален дворец на културата
Националният дворец на културата, съкратено НДК (с наименование до 1990 г.: Народен дворец на културата „Людмила Живкова“ ), е национален културен център в София за конференции, изложби и специални събития, най-големият конгресен център в Югоизточна Европа.
Основното предназначение на сградата, разполагаща с 13 зали, е за културни прояви. Най-голямата зала („Зала 1“) е с 3380 места.
НДК е със застроена площ от 123 000 m², разгърната на 8 етажа и 3 подземни нива. Сградата е построена върху площ от 18 300 m² и има обем 576 800 m³.
През юли 2005 г. Международната организация на конгресните центрове (AIPC) присъжда на НДК годишното отличие „Най-добър конгресен център в света“.

## История и изграждане
Строежът на НДК е част от инициативите през 1981 г. за отбелязване на 1300 години от създаването на Първата българска държава.
Архитектурният проект на основната сграда е дело на колектив с ръководител архитект Александър Баров, а оформлението на околното пространство е на колектив начело с арх. Атанас Агура. Главен проектант на парка към НДК е инж. Валентина Атанасова, паркоустроител.
Инициативата  за създаване на голям културен център в София е на столичното ръководство на БКП и датира от средата на 70-те години на XX век. Първите стъпки, свързани с намерението, проучването и проектирането, са направени през 1975 г. Тогава в тази градска част са се помещавали стари казарми. Софийският градски комитет на БКП и Столичният народен съвет решават на това място да се оформи модерна градоустройствена среда, като част от главния градски център, ориентирана към Витоша.
Първоначално теренът е определен за оперен театър . Обявен е международен конкурс, в който участват архитекти от страната и чужбина. Журито се оглавява от тогавашния председател на Комитета за култура Павел Матев, но не излъчва победител и конкурсът пропада. След оживени дискусии се стига до единодушно мнение – мястото е най-удобно за бъдещ център с многофункционално културно предназначение. Такава функция дотогава изпълнявала спортната зала „Универсиада“.
Проектирането е поверено на арх. Александър Баров и колектив и конструктора инж. Богдан Атанасов и колектив. Те са подпомагани от главния архитект на София Владимир Роменски, арх. Стефан Стайнов – председател на Комитета по архитектура и благоустройството към Министерски съвет, проф. инж. Милчо Брайнов, основен консултант по конструкцията на сградата.
На арх. Атанас Агура и паркоустроителя инж. Валентина Атанасова е възложено да проектират изграждането на околното пространство и парка. Проектантският институт „Софпроект“ (директор – арх. Чедомил Павлов) прави подземните обекти и метролинията, комуникациите и бъдещия бул. „България“.
„Още тогава имахме генерална схема за бъдещото метро, която включваше линии под това място. Ето защо единодушно решихме, въпреки съпротивата на влиятелни хора, да изградим цялото подземно пространство на голяма дълбочина и освен подземен булевард с трамвайна линия, гараж с повече от хиляда места, магазини и други площи, да се оформят в груб строеж две станции и трасе за бъдещото метро от бул. „Патриарх Евтимий“ до подножието на „Лозенец“.“ Това си спомня пред БТА Георги Йорданов, първият ръководител на щаба за координация на изпълнението на проектирането и строителството – от началото на 1978 г. до есента на 1979 г.
Основната група проектанти посещава и проучва опита на най-добрите конгресни центрове в Европа и Америка, вземат се съветите и помощта на видни български и чуждестранни специалисти.
На 27 декември 1977 г. Политбюро на ЦК на БКП одобрява идеята за строителството на комплекса и работата започва, дори без готов проект. НДК е построен за по-малко от три години и още преди да е завършен, там се състои XII конгрес на БКП. Сградата официално е открита за 1300-годишнината на българската държава, на 31 март 1981 г. .  
НДК е проектирана от н-к строеж инж. Никола Пеев, зам. н-к строеж сграда НДК Румен Младжов, зам. н-к строеж Околно пространство инж. Марин Ахмаков. Архитекти Александър Баров, Атанас Агура, Владимир  Романски, инж. Атанасов, Главпроект, Софпроект. Консултант проф. Милчо  Брайнов. Главни изпълнители сграда ДСО Софстрой, околно пространство (включително поземни гаражи, Метро отсечка в груб строеж и паметник България 1300) ДСО Инжстрой. В строежа участват всички големи строителни организациѝ от страната. 
Първата копка е направена на 25 май 1978 г.
През есента на 1979 г. настъпват персонални промени в ръководствата на строежа, което води до намаляване на ритъма на работа . Съпротивата срещу НДК се засилва и Тодор Живков, който първоначално е във възторг, дава указания пускът да се отложи за след 10 години. „Помолих Людмила Живкова да го отклони от това намерение, но и тя не успя да го разубеди“, разказва Георги Йорданов. След много спорове Живков се съгласява да види на място строежа. През март 1980 г. той се убеждава, че най-сложната част е извършена и остават последните работи на обекта, който може да бъде завършен за една година. Живков разрешава работата да продължи. Зам.-председателят на Министерския съвет Григор Стоичков става ръководител на щаба. Привлечени са военнослужещи за довършване на инженерната инфраструктура и работата се извършва почти денонощно. Зала 1 и прилежащите ѝ части са завършени на 31 март 1981 г., а останалите подобекти – до 20 октомври същата година, в чест на 1300-годишнината на българската държава.
Последният, трети етап в изграждането на НДК завършва в края на 1985 г.
Строителството на НДК поглъща 335 000 m³ бетон, изкопани и извозени са 1,7 млн. тона земна маса. В двореца има около 10 000 тона метални конструкции, приблизително толкова има и в Айфеловата кула в Париж .
Първата колона на сградата е издигната на 20 юли 1979 г., а последната (15-а) – на 25 март 1980 г. от бригадата на орденоносеца Петър Милев. Комплексът е построен върху 18 300 m², разгънатата му площ е 123 300 m². Висок е 51 m. Разгънатата площ на административната сграда е 9000 m².
Софиянци работят един ден безвъзмездно и събират над 30 млн. лв. – това е една четвърт от стойността на основната сграда на конгресно-концертния център, а хиляди се трудят за оформлението на околното пространство. Основното затруднение идва от липсата на достатъчно строителни работници, затова в столицата работят хиляди граждани на Кипър, бивша Югославия, Виетнам. Строежът струва 270 млн. лв. тогавашни пари .

## Наименования
При откриването си НДК носи името Народен дворец на културата „София“. След смъртта на Людмила Живкова през юли 1981 г., от 3 юли 1982 г. НДК се нарича Народен дворец на културата „Людмила Живкова“. През 1990 г. комплексът е преименуван на Национален дворец на културата, а през 2006 г. е направено предложение от интелектуалци да бъде възстановено названието „Людмила Живкова“. Въпреки одобрението на тогавашния министър на културата Стефан Данаилов, идеята не е осъществена.

## База
Разгърната площ, с която разполага НДК, е от 123 000 m² на осем етажа, четири панорамни тераси и три подземни нива. Дворецът разполага още с 12 многофункционални зали с капацитет от 50 до 4000 места. Всяка от залите е създадена със собствен облик.
В НДК са разположени още 54 кабинета, офис помещения и малки заседателни зали. На територията на комплекса са разположени 17 000 m² фоайета, подходящи за изложбени пространства, 5 ресторанта и кейтъринг компании.
В сградата на Двореца има пълно конферентно обслужване с професионални екипи за подготовка и провеждане на събития, собствени системи за озвучаване и осветление, кабини за симултантен превод, телевизионна и звукозаписна техника, сценично оборудване, декори и изложбени конструкции.
Открит е пресклуб към НДК, който се нарежда сред най-желаните места за провеждане на мероприятия и медийни събития в София. Пресклубът разполага с просторна зала с 60 места, модерна технология и най-високи професионални стандарти в услугите, извършвани от доказани професионалисти с огромен опит зад гърба си. Това са и основните предимства на пресклуба за успешното провеждане на конференции, семинари, обучения, бизнес срещи, лекции и презентации.
Другото ново пространство в сградата на НДК е „Нов театър – НДК“, което разполага със салон от 160 места. Новото театрално пространство в София отвори врати на 9 март 2015 г. и предлага провокиращи спектакли от различни жанрове на публиката. Интересни камерни спектакли от държавните и общински театри, представления на частни трупи и на дебютиращи млади творци присъстват редовно в афиша. В антрактите на представленията зрителите могат да изпият по чаша вино, а във фоайето е разположена библиотека с драматургия. Всяка събота и неделя за децата се поставят куклени спектакли.

### Зали
- Зала 1 (3380 места)
- Зала 2 I Театър „Азарян“ (403 места)
- Зала 3 (1200 места)
- Зали 3.1 | 3.2 (общо 200 места)
- Зала 4 (120 места)
- Зала 6 (200 места)
- Зала 7 (260 места)
- Зала 8 (260 места)
- Зала 9 (260 места)
- Зала 10 (200 места)
- Зала 11 | Кино „Люмиер“ (370 места)

### Емблема на НДК
Запазеният знак на двореца представлява жар-птица (феникс), оформена от извити ивици-лъчи, разположени в кръг. Емблемата е дело на графичния дизайнер Стефан Кънчев.

#### Символът на НДК
Знакът, символ на НДК, поставен над централния вход, е дело на скулптора Георги Чапкънов и представлява стилизирано слънце, напомнящо таваните в старите български къщи. Символът е изработен от бронз, с диаметър около 7 m. От вдлъбната полусфера излизат лъчи – житни класове, с дължина 2,60 и 1,80 m

#### Централно фоайе
В централното фоайе на Двореца е позлатената скулптура „Възраждане“ (наричана и „Майка България“) от скулптора Димитър Бойков, която символизира гостоприемна и възродена София. Част от интериора на НДК е и още един представителен знак – птица, вплетена в слънчевите лъчи, символизираща полета към знание и светлина.

## Дейности
НДК е домакин на над 300 събития годишно, сред които: международни конгреси, политически форуми, бизнес конференции, научни симпозиуми, музикални и филмови фестивали, концерти, танцови спектакли, театрални постановки, изложби и изложения.

### Гостували оркестри и балети
Болшой театър, Миланска скала, Ленинградски театър за опера и балет „Киров“, Лондонски симфоничен оркестър, Санктпетербургски симфоничен оркестър, Виенска филхармония и Виенска държавна опера, Шведски кралски балет, Английски кралски балет, Национален балет на Испания.

#### Гостували диригенти
Херберт фон Караян, Клаудио Абадо, Рикардо Мути, Дейвид Хименес, Емил Табаков, Росен Миланов, Найден Тодоров, Методи Матакиев.

#### Гостували изпълнители и групи
Андреа Бочели, Хосе Карерас, Николай Гяуров, Гена Димитрова, Монсерат Кабайе, Иван Янъков, Юрая Хийп, Мецофорте, Ал Бано и Ромина Пауър, Омара Портуондо, Ибрахим Ферер и Буена Виста Соушъл Клъб, Стинг, Пако де Лусия, Крис де Бърг, Джо Кокър, Джеймс Браун, Горан Брегович, Анна Томова-Синтова, Марк Нопфлър, Гия Канчели, Юрий Башмет, Мистерията на българските гласове, Хю Лори и др.

#### Представени танцови и шоу-спектакли
„Майсторите на танца“ на Майкъл Флетли, „Огънят на Анадола“, „Нощта на султаните“, Шаман, Дейвид Копърфийлд, цирк „Елуаз“ и др.

#### Изложби
Хуан Миро – Творби; Оскар Тускет Бланка – Дизайн, Владимир Димитров – Майстора, Стоян Илиев, Национална художествена галерия и др.

### Концерти
Зала 1 на НДК, със своите близо 4000 комфортни места, е сред основните зали за провеждане на концерти на гостуващи световни рок и поп звезди, както и на големи спектакли на театралното, оперетното и танцовото изкуство. Тук е обичайното място и за провеждане на юбилейни и гала концерти на популярните български естрадни и рок изпълнители. Сред артистите гостували в залата са такива имена като Хосе Карерас, Найджъл Кенеди, Монсерат Кабайе, The Four Pianists, Боб Дилън, Джетро Тъл, Стинг, Джо Кокър, Гари Мур, Стив Вай, Фиш, Джон Лорд, ТОТО и много други. 

## Продуцентска дейност
Дворецът подкрепя активно българската култура – като организатор и продуцент на собствени фестивали и събития.
НДК е продуцент на три ежегодни фестивала, добили огромна национална и международна популярност: „Салон на изкуствата“ през май, „Киномания“ през ноември, „Новогодишен музикален фестивал“ през декември. НДК поема финансирането, организацията, програмирането на съдържанието и рекламната кампания на фестивалите. От 2015 година стартира и новият проект на Двореца – „Салон на галериите“.
В партньорство с културни институти, дипломатически мисии и фондации участва в провеждането на „София Филм Фест“ София Филм Фест Архив на оригинала от 2015-05-10 в Wayback Machine., „Софийски музикални седмици“, благотворителни събития, съвместни изложби и премиери на книги.
През 2012 г. е съорганизатор и на форумите за модерно изкуство и градска среда Sofia Dance Week и Sofia Architecture Week.
Домакин на пролетния и есенен Международен панаир на книгата и на B2B изложението „Стройко“.

### Салон на изкуствата
„Салон на изкуствата“ е традиционен фестивал на НДК, който празнува своето юбилейно 20-о издание през 2015 г. Провежда се ежегодно през месец май и съчетава различни форми и жанрове в изкуството – музика, театър, балет, кино, изобразително изкуство. „Салонът“ се е превърнал в разпознаваем и очакван от публиката фестивал. Програмата му е добър баланс от разнородни събития, които са насочени към различни групи зрители.
Аудиторията на фестивала е изключително разнообразна, каквато е и програмата му. Включва малки деца, ученици, студенти и работещи хора със средни и високи доходи с различни професии и интереси.
Фестивалът традиционно връчва т. нар. „Награда на Салона“, която е престижно отличие за цялостни заслуги в областта на културата и изкуството.
Салонът на изкуствата се посещава средно от над 40 000 души.

### Киномания
„Киномания“ стартира през 1987 г. като Световна кинопанорама на българския пазар.  За периода на съществуването си фестивалът се радва на наложена марка и вярна публика.
В програмата на всяко издание влизат премиерно едни от най-атрактивните и стойностни филми от световното кинопроизводство за предходните две години, които не са показвани на българския екран.
Селекцията на филмите на „Киномания“ е изключително прецизна, като всяка година форматът се променя, за да стане още по-атрактивен за зрителите.

### Новогодишен музикален фестивал
Новогодишният музикален фестивал е едно от най-престижните събития в календара на НДК. Създаден е през 1986 г. от диригента Емил Чакъров (1948 – 1991), най-талантливият ученик и асистент на Херберт фон Караян, който пренася в България вдъхновението си от музикалните празници във Виена.
За цялата си история в рамките на фестивала на сцената на НДК са гастролирали Болшой театър, Миланска скала, Ленинградски театър за опера и балет „Киров“, Лондонски симфоничен оркестър, Андреа Бочели, Хосе Карерас, Николай Гяуров, Гена Димитрова, Монсерат Кабайе.
Кулминация на Новогодишния музикален фестивал е концертът с класическа музика на 1 януари, който се радва на огромен интерес всяка година.

## Други проекти в НДК
От 2015 г. в Националния дворец на културата, вследствие на предприетия нов подход при реализирането на амбициозните цели на изпълнителния директор на Двореца Мирослав Боршош и Съвета на директорите, стартират редица нови проекти.

### Салон на галериите
„Салон на галериите“ стартира за първи път през 2015 г. Идеята за тази нова платформа е да се създаде възможност за активен творчески и креативен диалог между галериите, меценатите и публиката, художници, артисти, галеристи, мениджъри на арт събития, медии, потенциални клиенти на произведения, различни културни институции и др.
„Салон на галериите“ предшества едно от ключовите имиджови събития в календара на НДК – 20-ото юбилейно издание на „Салон на изкуствата“ .
Официалното откриване на първото издание на „Салон на галериите“  е с изложбата на „Георги Божилов-Слона (1935 – 2001): Ретроспективно“ – в чест на 80 години от рождението на автора, с куратор Анжела Данева , премиера на нейната книга и прожекция на филм на БНТ, посветен на Георги Божилов – Слона.

### Национален център за книгата
Новият Национален център за книгата е създаден за подпомагане на българската литература, превода и популяризацията ѝ в чужбина. Той е своеобразен наследник на мисията на закрития преди години Държавен център за книгата. Ръководител на Центъра е Светлозар Желев . Идеята на центъра е да си взаимодейства с държавните институции, университетите, училищата и др. без да изземва функциите на държавата. Към Центъра на книгата е създаден Консултативен съвет в състав: Алек Попов, Ани Илков, Милена Фучеджиева, Радослав Парушев, Александър Шпатов, Жаклин Вагенщайн, Манол Пейков и Теодора Димова. Националният център за книгата в НДК е създаден с помощта на Министерството на културата и е подкрепен от Асоциация „Българска книга“.

### „Нов театър“ – НДК
Чрез този проект НДК дава поле за изява на млади и вече утвърдени творци и предоставя пространство за репетиции и нестандартни проекти във всички жанрове.
Инициатор на проекта е Бойко Илиев. Програмата на театъра стартира неофициално на 5 март 2015 г. с моноспектакли, детски представления и гостуващи трупи.
Театралната сцена се помещава на мястото на бившия музикален магазин „Балкантон“ в Пасажа на НДК и събира 160 души. Към него се предвижда да бъде изградено денонощно кафене с книжарница, каквато е практиката в големите театри по света. Екипът на „Нов театър – НДК“ е в състав: Александър Урумов, Димитър Стефанов.
На сцената на „Нов театър – НДК“ могат да се видят и нощни представления, които се играят в петък и събота от 22:00 часа.

### Театър „Азарян“
От март 2015 г. зала 2 в Националния дворец на културата вече носи името на големия режисьор Крикор Азарян. Амфитеатралната зала ще бъде втората най-голяма сцена след Народния театър, в която ще се играят качествени представления.
С каузата на театър „Азарян“ е натоварена драматуржката Яна Борисова. За първия сезон са поканени някои от най-добрите български режисьори, които да реализират своите постановки, като успоредно с това ще бъдат поканени и най-младите творци, които не работят достатъчно активно. Изключително важен акцент в програмата на новата театрална зала „Азарян“ ще бъде поставен и върху българската драматургия.
Последната продукция на НДК, поставяна в зала 2, е танцовият спектакъл „Вечерята“ на Робърт Таниън преди 13 години.

### „Градски пчели“
През 2015 г. НДК се включва в мащабния проект „1 000 000 кошера“ на организация „Имам си кошер“ с поставянето на два кошера от системата Топ бар. С предварителна уговорка всеки любител на пчелите може да посети кошерите на покрива на НДК и да се запознае отблизо с проекта.

## Посетители
Годишно през НДК преминават над 1 млн. посетители.

## Партньори
Националният дворец на културата работи в тясно сътрудничество с едни от най-значимите институции и организации в световен мащаб, в т.ч. ЮНЕСКО и НАТО.

## Произведения на изкуството
НДК е дом на над 80 монументални произведения на изкуството – живопис, скулптура, мозайка, стенопис, дърворезба, металопластика, създадени специално за интериора на Двореца от водещите български творци от втората половина на XX в.
В основната сграда на НДК има произведения на някои от най-утвърдените български майстори художници – Дечко Узунов, Марин Върбанов, Светлин Русев, Павел Койчев, Теофан Сокеров, Антон Дончев, Димитър Киров, Йоан Левиев, Иван Кирков, Христо Стефанов, Галин Малакчиев и др.

## Метростанция
На 31 август 2012 г. е открита метростанция със същото име, разположена в близост до НДК, под площад „България“. Тя обслужва втория метродиаметър на Софийското метро. На 26 август 2020 г. е открита метростанция НДК 2, разположена в близост до НДК, която обслужва трети метродиаметър на Софийското метро.

## Туризъм
Националният дворец на културата е сред 100 национални туристически обекта на БТС. Има печат от понеделник до петък в информационния център на НДК, а в събота и неделя – в Билетния център.

## Награди
- 2010 г. Второ място на Международния конкурс за наградата „Apex“ на Международната асоциация на конгресните дворци (AIPC)
- 2009 г. Сребърен приз на сп. „New European Economy“ за най-добър конгресен център
- 2008 г. „Европейска награда за качество“ на Европейската бизнес асамблея (EBA)
- 2005 г. Награда „Apex“ за „Най-добър конгресен център в света“ на AIPC.
- 2003 г. Второ място на Международния конкурс за наградата „Арех“ за „Най-добър конгресен център в света“ на AIPC.

## Международни конференции
- 2012 г. Световна здравна организация: Годишна среща на Регионалната комисия на СЗО за Европа;
- 2012 г. ЮНЕСКО: Конференция на министрите на културата на страните от Югоизточна Европа;
- 2009 г. Пети международен конгрес за енергийна ефективност и ВЕИ в Югоизточна Европа;
- 2009 г. Среща на председателите на икономическите и социални съвети на страните-членки на ЕС;
- 2007 г. Годишен икономически форум на страните от Централноевропейската инициатива;
- 2006 г. Дванадесета среща на външните министри на страните от ОССЕ.

## Управление
От 1982 г. до май 2011 г. НДК е творческо стопанско обединение, като от 1991 г. до 2011 г. е без държавно финансиране.
От 4 май 2011 НДК става еднолично акционерно дружество и е обявено за държавно дружество на подчинение на Министерство на финансите .
През май 2011 г. с решение на правителството изпълнителният директор на НДК Христо Друмев, управлявал двореца 24 години, е отстранен, заедно с останалата част от ръководството. НДК започва да се управлява от борд на директорите с трима членове. Тяхната задача е да преценят финансовото състояние и структурата на НДК, след което да предложат подобрения.
Председател на борда на директорите е д-р Мариана Чолакова, изпълнителен директор и зам.-председател на борда е Десислава Бинева, изпълнителен директор и член на борда е Тодор Влайчев.
През февруари 2012 г. д-р Чолакова подава оставка и на нейно място в качеството на председател на борда на директорите се присъединява Ивайло Георгиев.
През месец март 2013 г. бордът на директорите претърпява промени: Стоян Стоянов става председател; Митко Тодоров – изпълнителен директор; Радка Петрова, Тодор Влайчев и Ивайло Георгиев – членове.
През ноември 2013 г. бордът на директорите е изцяло подменен от Министъра на културата с Антоанета Желязкова, Велислава Кръстева, Веселина Минчева, Олга Манолова, Пени Раева (заместник на Христо Друмев). Велислава Кръстева е зам.-министър на културата и бивш директор на пресцентъра на ДПС.
Фестивалният комплекс във Варна е апортиран в същото дружество.  Целта на преобразуването е „пълна прозрачност и отчетност“ , като е започнат финансов одит на последните десет години.
През месец май 2011 г. НДК започва да се управлява от Съвет на директорите (СД), а от декември 2014 г. изпълнителен директор на Двореца е Мирослав Боршош.
Към 2015 г. Съветът на директорите е в състав:
- Валентин Кръстев – председател,
- Мирослав Боршош – изпълнителен директор,
- Людмил Веселинов – член на Съвета на директорите.